# Il segno dell'unicorno
Il segno dell'unicorno (Sign of the Unicorn) è un romanzo fantasy, la terza parte delle Cronache di Ambra, serie in 10 volumi creata da Roger Zelazny, autore statunitense più volte vincitore dei premi Hugo e Nebula.
Il romanzo è stato pubblicato per la prima volta nel 1975, sia a puntate su Galaxy Science Fiction sia in volume dalla Doubleday; nel 1999 venne edito in copertina morbida da Avon, in unico volume che comprende tutti i 10 libri della serie.
Il romanzo prosegue il racconto iniziato in Nove principi in Ambra e Le armi di Avalon ed è seguito da La mano di Oberon e Le corti del Caos; i cinque romanzi costituiscono la prima parte del ciclo, di cui Corwin è il protagonista e sono stati pubblicati in Italia, per la prima volta, dalla Libra.
Seguono altri cinque romanzi dove il protagonista è il figlio di Corwin.

## Trama
Eric è morto e Corwin ora governa Ambra come reggente, ma qualcuno uccide suo fratello Caine e tenta di incastrarlo.
Random racconta la sua parte della storia.
Corwin decide di scoprire cosa è successo allo scomparso Brand, e inizia a scoprire che la sua ossessione per il trono è una spada a doppio taglio che potrebbe costargli la vita, come pure ai suoi fratelli.

### Edizioni
- Roger Zelazny, Il segno dell'Unicorno, collana Slan. Il meglio della fantascienza, traduzione di Roberta Rambelli, n. 46, Libra Editrice, 1979.

- Roger Zelazny, Il segno dell'Unicorno, collana Il libro d'oro della fantascienza, traduzione di Roberta Rambelli, n. 32, Roma, Fanucci Editore, 1989,  p. 224, ISBN 88-347-0114-3.